# Nektonobentos
Nektonobentos, nektobentos, pelagobentos – zgrupowanie organizmów meronektonowych a zarazem merobentosowych, to znaczy wiodących tylko okresowo nektonowy oraz okresowo denny tryb życia.
Do nektonobentosu zaliczane są zwierzęta przebywające przeważnie na dnie zbiornika wodnego, zdolne jednak do aktywnego, krótkotrwałego i niezbyt sprawnego pływania w toni wodnej. Zalicza się tu niektóre gatunki ryb (np. płaszczki i płastugi). W wodach słodkich niesłusznie zalicza się do nektonobentosu większe skorupiaki (zwłaszcza lasonogi) i niektóre larwy muchówek (komary, wodzienie) jak również garnele i krewetki.